# Centrale nucléaire de Shidao Bay
La centrale nucléaire de Shidao Bay (ou centrale nucléaire de Shidaowan) est une centrale nucléaire chinoise située à Rongcheng dans la préfecture de Weihai, dans la province du Shandong.
Un total de sept réacteurs de trois modèle différent est envisagé et se reparti depuis mai 2025 comme suit :
- un réacteur HTR-PM de 200 MWe opérationnel (réacteur nucléaire à très haute température de quatrième génération) ;
- un réacteur CAP1400 (aussi appelé Guohe One) de 1 400 MWe en pré-exploitation (réacteur à eau pressurisé de troisième génération). Un deuxième CAP1400 est en cours de construction ;
- deux réacteurs Hualong-1 de 1 100 MWe en construction (réacteur à eau pressurisé de troisième génération). Deux autres Hualong-1 sont en projet.

## Exploitants et maitres d'œuvres
L'exploitant des réacteurs Hualong-1 est la Huaneng Shangdong Shidao-Bay Nuclear Power Company (une co-entreprise incluant la China Huaneng Group [CHG]). Le maitre d'œuvre de la construction est la CHG. 
L'exploitant du réacteur HTR est une co-entreprise détenue à 47,5% par la CHG, à 32,5% par CNNC et à 20% par le Tsinghua University's Institute of Nuclear and New Energy Technology.
L'exploitant des deux réacteurs CAP1400 est la State Nuclear Plant Demonstration Company (une co-entreprise détenue à 55% par la SPIC et 45% par CHG). Le maitre d'œuvre de la construction est la SPIC. 

## Historique

### Shidao Bay-1 (réacteur HTR-PM)
Le réacteur Shidao Bay-1 est un petit réacteur modulaire de 200 MWe, de type réacteur nucléaire à très haute température refroidi au gaz, et nommé HTR-PM. Il est le premier réacteur nucléaire de quatrième génération en service dans le monde. La construction démarre le 9 décembre 2012, la première connexion au réseau a lieu le 20 décembre 2021, et la mise en service commerciale le 6 décembre 2023.
Un projet de 18 unités supplémentaires de HTR-PM était initialement planifié sur le même site, mais a été abandonné devant l’augmentation du coût de construction de ce premier réacteur. Une version plus puissante de 650 MWe composée de six réacteurs et une turbine est à l'étude pour déploiement dans plusieurs centrales existantes.

### Shidaowan «Guohe One» 1 et 2 (réacteurs CAP1400)
Les deux premiers réacteurs de modèle CAP1400 (aussi appelé Guohe One) sont en cours de construction depuis respectivement le 19 juin 2019 et le 21 avril 2020. Il s'agit d'une version sinisé et de plus forte puissance de l'AP1000, réacteur à eau pressurisé de troisième génération américain développé par Westinghouse. En mars 2022, il est annoncé que la date de connexion au réseau électrique est attendue pour 2025. Finalement, le premier Guohe one est connecté au réseau électrique le 31 octobre 2024.

### Shidaowan 1, 2, 3 et 4 (réacteurs Hualong-1)
Le 28 juillet 2024 est lancé la construction du premier Hualong-1, réacteur à eau pressurisé de troisième génération et de conception chinoise, suivi le 8 mai 2025 du réacteur no 2. Deux autres Hualong-1 sont prévus sur le site de la centrale.

## Caractéristiques techniques

### Définition
Les caractéristiques des réacteurs sont données dans le tableau ci-après, les données sont principalement issues de la base de données PRIS (Power Reactor Information System) de l’Agence internationale de l'énergie atomique (AIEA).
Base de données établie par l'AIEA qui définit ainsi les termes :
- La puissance nette correspond à la puissance électrique délivrée sur le réseau et sert d'indicateur en termes de puissance installée,
- La puissance brute correspond à la puissance délivrée par l'alternateur (= puissance nette augmentée de la consommation interne de la centrale),
- La puissance thermique correspond, à la puissance délivrée par la chaudière nucléaire

Le début de construction correspond à la date de coulage des fondations du bâtiment réacteur. Une tranche (nom utilisé pour un réacteur complet) est considérée comme opérationnelle après son premier couplage au réseau. La mise en service commercial est le transfert contractuel de l’installation du constructeur vers le propriétaire ; en principe après réalisation des tests réglementaires et contractuels et après fonctionnement continu à 100 % pendant une durée définie au contrat de construction.
| Unité         | Statut           | Type                      | Modèle   | Puissance   | Puissance   | Puissance        | Exploitant                                                | Maitre d'œuvre | Début de construction | Première divergence | Raccordement au réseau | Mise en service commercial |
| Unité         | Statut           | Type                      | Modèle   | Nette [MWe] | Brute [MWe] | Thermique [MWth] | Exploitant                                                | Maitre d'œuvre | Début de construction | Première divergence | Raccordement au réseau | Mise en service commercial |
| ------------- | ---------------- | ------------------------- | -------- | ----------- | ----------- | ---------------- | --------------------------------------------------------- | -------------- | --------------------- | ------------------- | ---------------------- | -------------------------- |
| Phase 1       |                  |                           |          |             |             |                  |                                                           |                |                       |                     |                        |                            |
| 1             | En construction  | REP                       | HPR-1000 | 1 134       | 1 225       | 3 180            | Huaneng Shangdong Shidao-Bay Nuclear Power Company        | CHG            | 28 juillet 2024       |                     |                        | ~2029                      |
| 2             | En construction  | REP                       | HPR-1000 | 1 134       | 1 225       | 3 180            | Huaneng Shangdong Shidao-Bay Nuclear Power Company        | CHG            | 8 mai 2025            |                     |                        |                            |
| Phase 2       |                  |                           |          |             |             |                  |                                                           |                |                       |                     |                        |                            |
| 3             | En projet        | REP                       | HPR-1000 | ~1 134      | ~1 225      | ~3 180           | Huaneng Shangdong Shidao-Bay Nuclear Power Company        | CHG            |                       |                     |                        |                            |
| 4             | En projet        | REP                       | HPR-1000 | ~1 134      | ~1 225      | ~3 180           | Huaneng Shangdong Shidao-Bay Nuclear Power Company        | CHG            |                       |                     |                        |                            |
| Démonstrateur |                  |                           |          |             |             |                  |                                                           |                |                       |                     |                        |                            |
| Shidao Bay-1  | Opérationnel     | Réacteur à lit de boulets | HTR-PM   | 150         | 211         | 500              | Co-entreprise CHG/CNNC/Institut universitaire de Tsinghua | CHG            | 9 décembre 2012       | 12 septembre 2021   | 14 décembre 2021       | 6 décembre 2023            |
| Guohe-One 1   | Pré-exploitation | REP                       | CAP1400  | 1 400       | 1 500       | 4 040            | State Nuclear Plant Demonstration Company                 | SPIC           | 19 juin 2019          | ?                   | 31 octobre 2024        |                            |
| Guohe-One 2   | En construction  | REP                       | CAP1400  | 1 400       | 1 500       | 4 040            | State Nuclear Plant Demonstration Company                 | SPIC           | 21 avril 2020         |                     | 2025                   |                            |